# Goede tijden, slechte tijden (soap opera)
Goede tijden, slechte tijden, noto anche come GTST, è una soap opera olandese prodotta dal 1990 dalla Endemol, che va in onda sull'emittente televisiva RTL 4. Si tratta della prima vera e propria soap opera prodotta nei Paesi Bassi: è basata - come l'omologa soap opera tedesca Gute Zeiten, schlechte Zeiten - sulla soap opera australiana The Restless Years.

Tra gli interpreti principali,  figurano Bartho Braat, Caroline de Bruijn, Joost Buitenweg, Marlous Fluitsma, Wilbert Gieske, Antonie Kamerling, Sabine Koning, Lieke van Lexmond, Jette van der Meij, Reinout Oerlemans, Inge Schrama, Babette van Veen, Marly van der Velden e Eric de Vogel.
Della fiction sono state realizzate 35 stagioni, per un totale di oltre 6.967 puntate.

La fiction viene trasmessa in fascia preserale. La prima puntata andò in onda il 1º ottobre 1990.

## Storia

### La creazione
Goede tijden, slechte tijden nacque su iniziativa del produttore Joop van de Ende, il quale concepì l'idea di realizzare una soap opera su una famiglia di campagna.
Van de Ende interpellò inizialmente il regista Willy van Hemert e quindi - ritenendo che per Van Hemert fosse troppo faticoso girare 200 puntate all'anno di 25 minuti ciascuna - il regista e sceneggiatore Bert van der Veer.
Quest'ultimo si recò a Los Angeles per acquisire i copioni e della soap opera Ryan's Hope, ma, vista la difficoltà di acquisire i diritti di tale soap opera (su cui sarebbe poi stata basata un'altra soap olandese, Onderweg naar morgen, che è stata trasmessa dall'emittente TROS), si pensò alla soap australiana The Restless Years.
Van de Ende scartò vari titoli "candidati" ad essere quello della fiction. Tra questi, vi erano: Tijd van leven (ovvero "Il tempo della vita") , Samen  ("Insieme"), De rusteloze jaren (traduzione letterale di The Restless Years, ovvero "Gli anni di inquietudine").

L'idea che portò alla scelta del titolo definitivo venne quando il creatore di The Restless Years Reg Watson chiese come si traducesse in lingua olandese "Good times, bad times".

Il titolo Goede tijden, slechte tijden piacque a Van de Ende, che compose anche la sigla dal titolo omonimo.

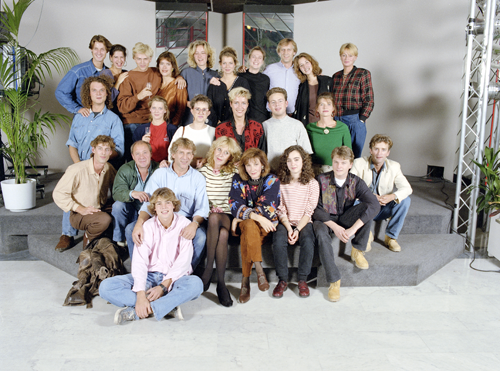
Il cast della prima stagione della soap opera

### La messa in onda
Il 1º ottobre 1990, fu trasmessa - come detto - la prima puntata di Goede tijden, slechte tijden.
Nel 1995, la soap opera festeggiò la messa in onda del 1000º episodio.

Per l'occasione uscì il CD Goede tijden, slechte tijden: Het album.
La soap conobbe un periodo di "crisi" nel 1998-2000, nel 2005 e nel 2008-2009, periodi che furono caratterizzati un'uscita di scena di "massa" dei personaggi e degli attori principali o di attori e personaggi molto popolari.

Nel 2005 lasciarono il cast Inge Ipenburg, Viktorija Koblenko, Fajah Lourens e Bas Muijs e, tra il 2008 e il 2009, anche Wilbert Gieske, Sabine Koning e Robin Zijlstra.
Il rilancio fu tentato inserendo nel cast come recurring o guest star alcune celebrità, quali la cantante Willeke Alberti e la cantante e conduttrice televisiva Marjolein Keuning.

## Trama
A differenza delle soap opera statunitensi, Goede tijden, slechte tijden non ha per protagonisti delle famiglie ricche, bensì tratta dei problemi di persone appartenenti al ceto medio-basso, come studenti, ecc.
Protagoniste all'inizio sono le famiglie Alberts, Dekker, Kelder e Hogendoorn.

## Sigla TV
- Goede tijden, slechte tijden, interpretata da Lisa Boray e Louis de Vries[8]

## Produzione
- La fiction è girata principalmente in tre studi di Aalsmeer.[4] Altre location sono Amsterdam, Haarlem ed IJmuiden[9]

## Prima di diventare famosi
La soap opera rappresentò un "trampolino di lancio" per attori ed attrici quali Paul Groot, Antonie Kamerling, Reinout Oerlemans, Angela Schijf (la protagonista, nel ruolo di Eva van Dongen, della serie televisiva Flikken - Coppia in giallo), Katja Schuurman e Georgina Verbaan.

## Dati d'ascolto
La soap opera è seguita quotidianamente da una media di 1,3 milioni di telespettatori.

## Trasposizioni in altri Paesi
Il successo nei Paesi Bassi di Goede tijden, slechte tijden convinse i vicini tedeschi a realizzare nel 1994 una soap opera dal titolo corrispondente e sempre basata su The Restless Years, ovvero Gute Zeiten, schlechte Zeiten